# IRNA
Агенція новин Ісламської республіки (англ. Islamic Republic News Agency; перс. خبرگزاری جمهوری اسلامی ایران), IRNA — офіційне агентство новин Ісламської республіки Іран. Агентство новин контрольоване державою, знаходиться у підпорядкуванні Міністерства культури та ісламської орієнтації. Агентство видає газету Іран. З 2010 року виконавчим директором IRNA призначений Алі Акбар Джаванфекр, який у вересні 2012 року був засуджений до шести місяців ув'язнення через написану ним статтю з критикою правил, що зобов'язують жінок Ірану носити паранджу. 7 січня 2013 року главою IRNA був призначений радник президента Ірану з безпеки Маджид Оміді Шахракі.
Нинішній генеральний директор IRNA - Алі Надері.
IRNA має 60 представництв в Ірані та ще 30 в різних країнах світу.

## Історія
У 1934 р. Агентство Парс було створено Міністерством Ірану закордонних справ (Персія) як офіційний національний відділ новин країни. Протягом наступних шести років він діяв за Іранським міністерством закордонних справ, працюючи над поширенням національних та міжнародних новин. Агентство Pars опублікувало бюлетень двічі на день французькою та перською мовою, яку він розповсюджував серед урядовців, міжнародних новинних агентств у Тегерані та місцевій пресі. У травні 1940 року був заснований генеральний департамент таблиць, а потім агентство стало філією департаменту. Agence France Press (AFP) була першим міжнародним інформаційним агентством, чиє агентство звітів використовувалося. Поступово іранське інформаційне агентство розширило свої джерела новин, щоб включити джерела Reuters, Associated Press (AP) та United Press International (UPI). Угода з Агентством Туреччини Anatolia додатково розширила новини агентства до країн світу. Зв'язок також дозволило йому забезпечити класифіковані бюлетені обмежену кількість високопоставлених державних чиновників.
У 1954 році після перевороту реформи Білої революції допомогли модернізувати Агентство PARS, що призвело до розширення висвітлення новин, покращених професійних послуг та краще освіченого персоналу. Він вийшов в ефір з радіопередачами міжнародних новин, перекладених на перську, яку він пропонував місцевим абонентам. Відповідно до нового режиму, він діяв під наглядом різних державних офісів та міністерств, таких як Міністерство культури, Міністерство пошти, Телеграф та телефони, Управління прем'єр-міністра та Міністерство праці до 1947 р. У 1957 Tablighat підпадав під нагляд Департаменту публікацій Тегеранського радіо як незалежного відділу. У 1963 році діяльність Агентства PARS була порушена під новоствореним міністерством інформації. Його назва була змінена на інформаційне агентство PARS, або PANA, і воно почало працювати цілодобово. У липні 1975 р. Іранський законодавчий орган ухвалив законопроєкт про встановлення Міністерства інформації та туризму та змінить статус інформаційного агентства PARS для спільних державних акцій з капітальними активами близько 300 мільйонів Rials. Потім він став філією нового міністерства. Його асоціація в 23 абзацах та нотатках була прийнята тодішньою Національною консультативною Асамблеєю Ірану.
Після іранської революції в лютому 1979 року Революційна рада (Шавра-Йе-Енелаб) у червні 1979 року перейменована в Міністерство інформації та туризму до Міністерства національних настанов (або Міністерства національних настанов). Того ж року інформаційне агентство PARS було перейменовано як Ісламське інформаційне агентство Ісламської Республіки.